# Na Filí
Na Filí (irisch; deutsch: „Die Dichter“) war ein irisches Trio, das traditionellen Irish Folk spielte.

## Geschichte
Tomás Ó Canainn (Uillean Pipes, Akkordeon und Gesang), Matt Cranitch (Fiddle) und der Tin-Whistle-Spieler Raymond O’Shea gründeten die Band 1969 in Cork. Ó Canainn war Dozent für Elektroingenieurswissenschaften am Cork Institute of Technology, Cranitch sein Student. Sie spielten vorwiegend Instrumentalstücke, etwa Jigs, Reels und Airs. Auf ihrem ersten, 1969 erschienenen Album An Ghaoth Aniar: The West Wind gaben sie zwischen den Stücken erklärende Kommentare zu den Liedern. O’Shea wurde bald durch Tom Barry ersetzt. Sie wechselten zweimal die Plattenfirma und gaben bei Outlet drei weitere Alben heraus. Sowohl in Irland als auch im übrigen West- und Mitteleuropa gingen sie auf Tournee. 1975 erschien in der Bundesrepublik Deutschland eine Langspielplatte mit Stücken von Na Filí. 1977 veröffentlichte die Band ihr letztes Album Chanter’s Tune, 1979 löste sie sich auf.
Tomás Ó Canainn veröffentlichte nach der Trennung einige Soloalben und gab mehrere Bücher zur irischen Musik heraus. Matt Cranitch, der nach seinem Abschluss als Elektroingenieur einen Abschluss in Musikwissenschaften gemacht hatte, setzte ebenfalls seine Karriere als Musiker fort und erhielt einen Forschungsauftrag am Cork Institute of Technology. Er untersuchte die Fiddle-Musik der Grenzregion der Countys Cork und Kerry, Sliabh Luachra, die er als Wiege der traditionellen Irish-Folk-Musik beschreibt. 1988 veröffentlichte er das Standard-Lehrbuch The Irish Fiddle Book.

## Diskografie

### Alben als Erstausgaben
- 1969: An Ghaoth Aniar: The West Wind (Mercier)
- 1971: Farewell to Connacht (Outlet)
- 1972: 3 (Outlet)
- 1974: A Kindly Welcome (Outlet)
- 1977: A Chanter’s Tune (TRAL)
- 1978: One Day for Recreation (mit Sean Ó Se und Peadar Mercier, EMI)[2]

Die drei Outlet-Alben wurden auf CD wiederveröffentlicht.

### Kompilationen
- 1975: Folklore aus Irland (BASF)
- 1978: The Music of Na Filí (Outlet)